# 鶴間公園

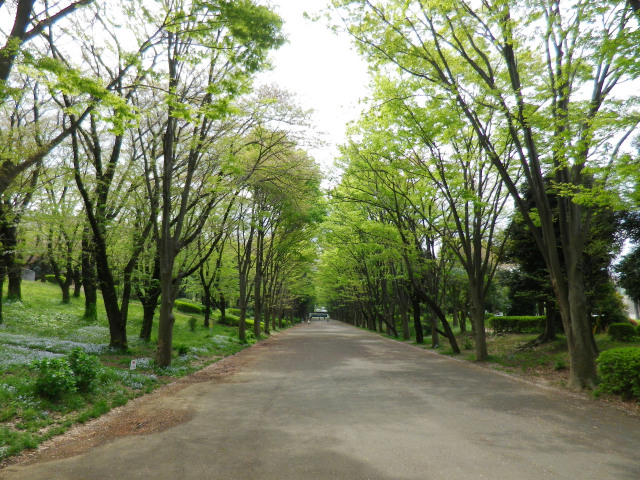
鶴間公園の横浜水道みち（再開発前）

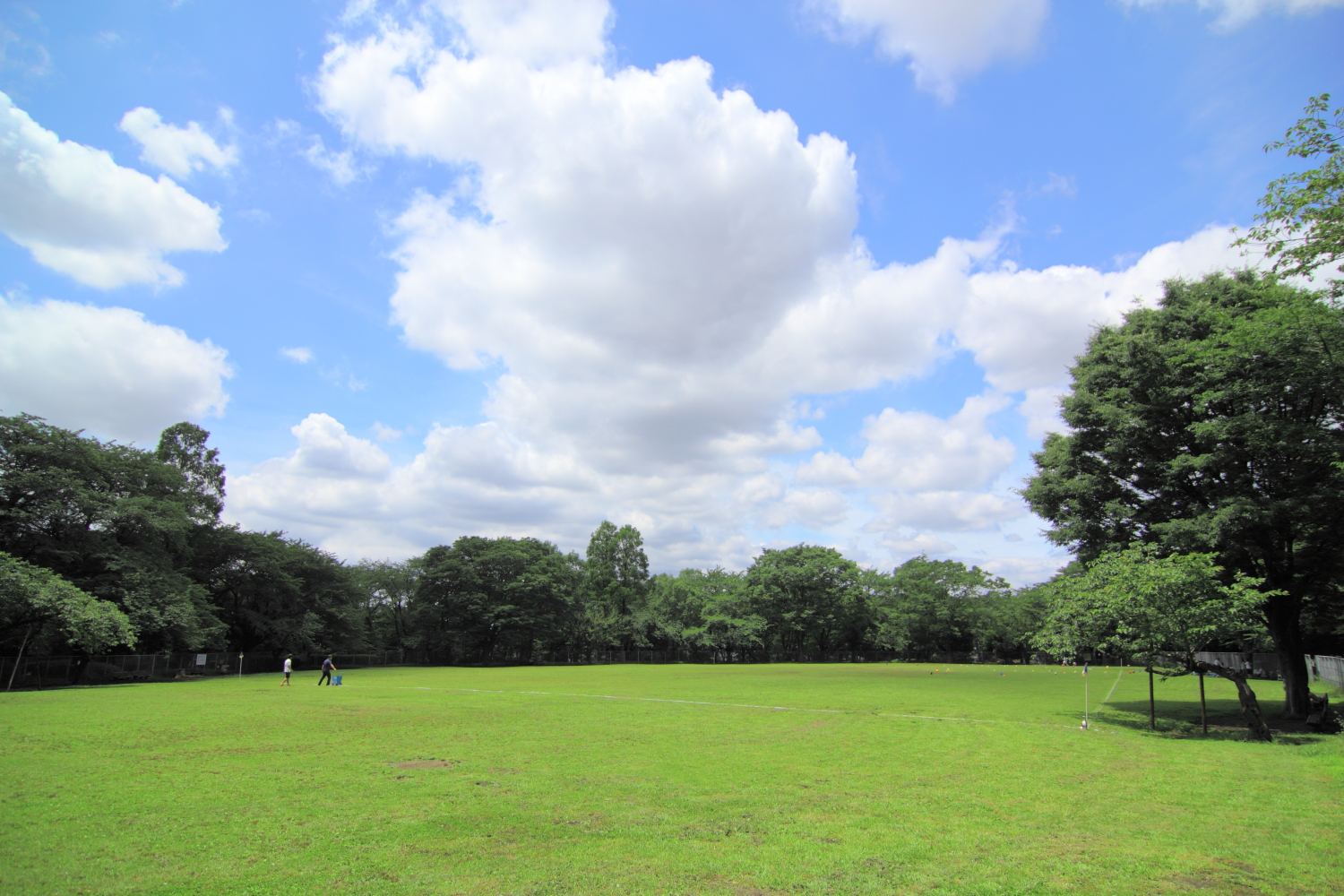
運動広場の芝生（再開発前）

鶴間公園（つるまこうえん）は、東京都町田市鶴間にある都市公園（運動公園）。南町田グランベリーパークの一部としてリニューアルオープンした2019年（令和元年）11月より、指定管理者制度に基づき、TSURUMAパークライフパートナーズが管理運営を行っている。

## 概要
1979年（昭和54年）開園。町田市最南端、鶴間・南町田地区に位置し、東急田園都市線 南町田グランベリーパーク駅から徒歩で約5分と非常に近い。広さは約7.1ha（再開発事業前は約5.7ha）と広く、市南部としては最大の広さである。公園内は起伏に富んでおり、西側と比べて東側の方が高くなっている。周囲は駅に近いこともあり、商業施設・住宅地が広がっており、近隣住民の憩いの場となっている。
さわやか広場・水道みちを中心に桜の木が多く植えられており、春になると花見客で賑わう。更に雑木林（つるまの森）もあり、町の喧騒から離れ自然に触れることができる。公園駐車場、グラウンド、人工芝テニスコート（3面）は公園西側の道路（鶴間パークウォーク）を挟んで設けられ、元々は鶴間第二スポーツ広場（市が所有する中学校用地）として公園とは別の施設として扱われていたが、2019年（令和元年）のリニューアルを機に同公園の一部として組み込まれた。公園駐車場とグラウンドには洪水対策として、地下調整池が設置されている。これは、公園駐車場となっている場所にあった元々存在した調整池を地下化したものである。
東京都と神奈川県の境を流れる境川とも近く、境川ゆっくりロードをサイクリング・ジョギングしている人の休憩スポットとしても利用され、川沿いにはせせらぎ広場が設けられている。
2017年（平成29年）より、鶴間公園やグランベリーモール、住宅や駅前広場などを一体的に整備する再開発事業が進められており、工事の関係で公園の一部が閉鎖され、2018年（平成30年）4月から公園全面が閉鎖されていた。2019年（令和元年）11月にはオープンモール型の商業施設 や当公園を含む新たなまちとなる「南町田グランベリーパーク」が完成し、その一部として再開園した。

## 鶴間公園遺跡
公園敷地は、周知の埋蔵文化財包蔵地「鶴間公園遺跡」（町田市No.999遺跡）の範囲に該当し、前述の再開発事業に先立ち、2017年（平成29年）2月6日より公園内の一部で実施された発掘調査では、古墳時代から奈良時代にかけての竪穴建物跡2軒や溝などが検出され、土師器や須恵器などの遺物が出土している。

## 沿革
- 1979年（昭和54年）7月1日 - 開園[2]。
- 1996年（平成8年）4月 - 路上駐車対策として駐車場を開設[10]。
- 2017年（平成29年）2月6日 - 鶴間公園の一部で再開発に伴う工事着手[11]。
- 2018年（平成30年）4月1日 - 再開発工事に伴って公園を全面閉鎖。
- 2019年（令和元年）
  - 11月13日 - 南町田グランベリーパークの一部としてリニューアルオープン（グラウンドを除く）[6]。
  - 12月1日 - グラウンドがオープン[12]。
- 2020年（令和2年）6月8日 - クラブハウス内にタニタカフェがオープン[13]。
- 2021年（令和3年）4月27日 - 公園内にシェアサイクルステーションを設置。
- 2022年（令和4年）
  - 1月23日 - クラブハウス内のタニタカフェが閉店[14]。
  - 9月15日 - クラブハウス内につるま食堂がオープン[15]。

## 主な施設
- 運動広場 - 緊急時はヘリコプター緊急離着陸場として使用可。
- つるまの森
  - 森のあそびば
  - こもれびテラス
- さわやか広場
- にぎわい広場
- 水道みち
- スポーツエリア
  - テニスコート（3面）
  - グラウンド
  - クラブハウス
  - せせらぎ広場
- タイムズ鶴間公園駐車場

## アクセス

### 電車の場合
- 東急田園都市線 南町田グランベリーパーク駅グランベリーパーク口より徒歩で約5分。

### 自家用車の場合
- 鶴間パークウォークを挟んだグラウンド横に専用の有料駐車場（合計：133台分）あり。